# Bandiera di Marte
La bandiera di Marte è un tricolore usato per rappresentare il pianeta Marte. Nonostante non sia ufficiale, è stato approvato dalla Mars Society e dalla Planetary Society ed ha anche volato nello spazio. Portata in orbita a bordo dello Space Shuttle Discovery dall'astronauta John Mace Grunsfeld nella missione STS-103, questa bandiera descrive la storia futura di Marte: la banda rossa, che sta attaccata al pennone, simboleggia Marte com'è oggi; le bande verde e blu rappresentano come sarebbe il pianeta dopo un'ipotetica terraformazione. La Trilogia di Marte di Kim Stanley Robinson ha fornito l'idea per la bandiera. La bandiera marziana sventola sulla Flashline Mars Arctic Research Station sull'Isola di Devon, in Canada.
Il significato della bandiera di Marte:
il rosso simboleggia la trasformazione di Marte da un pianeta arido a uno che possa sostenere la vita (verde) con specchi d'acqua ad aria aperta e sotto un cielo azzurro (blu).